# Raoetsjoeagebergte
Het Raoetsjoeagebergte (Russisch: Раучуанский хребет; Raoetsjoeanski chrebet) is een bergrug in het noordwesten van de Russische autonome okroeg Tsjoekotka. Het gebergte ligt ten noorden van het Anjoejgebergte, tussen het Laagland van Kolyma en de Ilirnejski krjazj. Het heeft een lengte van ongeveer 280 kilometer en loopt op tot 1649 meter (de berg Belaja). Het gebergte is opgebouwd uit Mesozoïsche zandsteen en schalie met intrusies van stollingsgesteenten. Het Raoetsjoeagebergte bevindt zich in een gebied met een subarctisch klimaat en is begroeid met bergtoendra.
Het gebergte wordt doorbroken door de gelijknamige rivier Raoetsjoea. In het gebergte ontspringen onder andere de rivier Pogynden en een aantal bronrivieren van de Maly Anjoej.
Door het gebergte loopt een stroomverbinding tussen de kerncentrale Bilibino en een aantal plaatsen in Tsjoekotka.